# Lomas de Sargentillo
Lomas de Sargentillo, antiguamente conocida como Las Golondrinas, es una ciudad ecuatoriana; cabecera del Cantón Lomas de Sargentillo, perteneciente a la Provincia de Guayas. Se localiza al centro-sur de la región litoral del Ecuador, a una altitud de 21 m s. n. m. y con un clima tropical de 25 °C en promedio.
En el censo del año 2022, la ciudad tenía una población de 16 603 habitantes, lo que la convierte en la septuagésima primera ciudad más poblada del país. Forma parte de la Conurbación de Guayaquil, pues su actividad económica, social y comercial está fuertemente ligada a Guayaquil, siendo "ciudad dormitorio" para cientos de personas que se trasladan a Guayaquil por vía terrestre diariamente. El conglomerado alberga a 3 618 450 habitantes, y ocupa la primera posición entre las conurbaciones del Ecuador. Sus orígenes datan de la época colonial, no obstante, es a partir del siglo XX, debido a la producción agropecuaria, cuando presenta un lento, pero sostenido crecimiento demográfico, hasta establecer un poblado urbano. Las actividades principales económicas de la ciudad son: la agricultura, la ganadería y el comercio.

## Toponimia
El nombre de Lomas de Sargentillo data del año 1894. Según tradicional relato contado por personas longevas oriundas de esta localidad, en aquel año cruzó por el lugar el general Eloy Alfaro cuando se encontraba luchando por implantar en el Ecuador un sistema liberal, entre los miembros de su tropa quedó herido un sargento, que por esta causa tuvo que quedarse en el sitio, que en aquel entonces era un caserío conocido como “Las Golondrinas”. El sargento logró curarse, se domicilió en el lugar y posteriormente se casó con una lugareña, procreando con la misma un hijo a quien los pobladores afectuosamente lo apodaron “sargentillo”; y, en su honor y por ser las tierras altas, renombraron al caserío como “Lomas de Sargentillo”.

## Símbolos

### Bandera
La bandera está considerada por tres franjas horizontales; amarilla, blanca y verde, de superior a inferior en el orden que se indican.
El significado de sus colores es, el amarillo: significa la riqueza de sus tierras, el blanco: simboliza la pureza que hay en los corazones de sus habitantes, el verde: simboliza o representa el verdor de sus plantas y sembríos y la esperanza de un futuro mejor.

### Escudo
El escudo está constituido por un rectángulo en sentido vertical, terminando en sus partes superiores e inferiores en una artística decoración.
El rectángulo está dividido en cuatro cuarteles:
en el cuartel superior de la izquierda encontramos un sargento Chapulo que pasea frente a una loma donde hay una vivienda o casa campesina lo cual ha dado origen al nombre Lomas de Sargentillo. En el cuartel superior de la derecha hay unas piladoras y una hamaca que representa la industria y la artesanía del cantón como fuentes de trabajo e ingresos económicos. En el cuartel inferior de la derecha hay dos manos entrelazadas con una antorcha encendida representando la unión que hay entre sus habitantes, la misma que es iluminada por la luz de progreso y bienestar. En el cuartel inferior de la izquierda encontramos un libro abierto, un frasco de tinta y una pluma para escribir, instrumentos de la cultura para todo el pueblo civilizado y sin la cual no es posible alcanzar el progreso deseado; en el libro encontramos grabado el lema de los habitantes de “UNIÓN, CULTURA Y PROGRESO”. El mismo que ha servido para llegar al sitial en que estamos. Completan el escudo dos ramas: una de arroz a la izquierda y la otra de algodón a la derecha, principales productos de este suelo y que simbolizan la fecundidad del mismo. Todo esto está enmarcado por una figura que simboliza la fecundidad del mismo. En la parte externa hay una inscripción que reza: Escudo del cantón Lomas de Sargentillo.

## Historia
Lomas de Sargentillo, antes del año 1964 fue primero recinto de la parroquia Isidro Ayora, y por el año 1962 un grupo de ciudadanos integraron una junta pro - mejoras que luego se constituyó en comité pro - parroquialización, el mismo que Jacinto González G., Ceferino Hungría N., César Aguirre, Severo Ortiz P., Alfredo del Hierro, Octavio Morán, quienes consiguieron elevar a la categoría de la parroquia Lomas de Sargentillo, mediante decreto del 24 de marzo de 1964.
Posteriormente, Lomas de Sargentillo fue progresando gracias al trabajo y esfuerzo de sus habitantes hasta convertirse en unas de las parroquias más activas del cantón Daule, dándole la mayor cantidad de ingresos económicos a dicho cantón, pero sus autoridades Municipales de los últimos años muy poco se preocuparon en atender las necesidades de esta parroquia, lo que fue motivado para que surja descontento de pertenecer a Daule. Este descontento hizo que se conformara un comité pro -cantonización el 28 de noviembre de 1990, el mismo que presidió el Sr. Juan Molina Pinela, y lo integraban además los Sres. Rigaíl Espinoza N., Ing. Elvis Espinosa Espinoza, Verísimo González Holguín, José Torres Ubilla, Prof. Manuela Zambrano de González, Ing. Gustavo González P., Amable Villafuerte, Isaac Tutiven M., y otros con el asesoramiento del Lcdo. Eladio, oriundo de Palestina, quién guio a este comité en todos los pasos y actividades a seguir.
Después de llenar una serie de requisitos tanto en el Concejo Cantonal de Daule, con el Concejo provincial del Guayas, se elaboró una excelente monografía con los datos obtenidos para dicho propósito, la misma que fue entregada en el Congreso Nacional y en la Comisión de Límites Internos de la República.
Luego de la inspección de campo realizada por la CELIR en lo concerniente a los límites del nuevo cantón y presentado el informe favorable de la misma en la Comisión de lo Civil y Penal del Congreso Nacional el proyecto de cantonización de Lomas de Sargentillo, tuvo el respaldo de algunos legisladores y muy especialmente de Cecilia Calderón y de Segundo Serrano, quienes presentaron el proyecto al plenario de las comisiones legislativas permanentes del Congreso Nacional, quien luego de darle el trámite legal correspondiente fue aprobado en un primer debate al 9 de junio de 1992 y aprobado en segundo y definitivo debate el 17 de junio de 1992 bajo la Presidencia del Congreso del Sr. Manuel Salgado Tamayo. Posteriormente este decreto legislativo de cantonización pasó al poder ejecutivo, siendo sancionado con el ejecútese del Presidente de la República de esta fecha Dr. Rodrigo Borja Cevallos, el 14 de julio de 1992, finalmente fue publicado en el registro oficial el 22 de julio de 1992, convirtiéndose en ley de la República.

## Política
Territorialmente, la ciudad de Lomas de Sargentillo está organizada en una única parroquia urbana. El término "parroquia" es usado en el Ecuador para referirse a territorios dentro de la división administrativa municipal.
La ciudad y el cantón Lomas de Sargentillo, al igual que las demás localidades ecuatorianas, se rige por una municipalidad según lo previsto en la Constitución de la República. El Gobierno Autónomo Descentralizado Municipal de Lomas de Sargentillo, es una entidad de gobierno seccional que administra el cantón de forma autónoma al gobierno central. La municipalidad está organizada por la separación de poderes de carácter ejecutivo representado por el alcalde, y otro de carácter legislativo conformado por los miembros del concejo cantonal.
La Municipalidad de Lomas de Sargentillo, se rige principalmente sobre la base de lo estipulado en los artículos 253 y 264 de la Constitución Política de la República y en la Ley de Régimen Municipal en sus artículos 1 y 16, que establece la autonomía funcional, económica y administrativa de la Entidad.

### Alcaldía
El poder ejecutivo de la ciudad es desempeñado por un ciudadano con título de Alcalde del Cantón Lomas de Sargentillo, el cual es elegido por sufragio directo en una sola vuelta electoral, sin fórmulas o binomios en las elecciones municipales. El vicealcalde no es elegido de la misma manera, ya que una vez instalado el Concejo Cantonal se elegirá entre los ediles un encargado para aquel cargo. El alcalde y el vicealcalde duran cuatro años en sus funciones, y en el caso del alcalde, tiene la opción de reelección inmediata o sucesiva. El alcalde es el máximo representante de la municipalidad y tiene voto dirimente en el concejo cantonal, mientras que el vicealcalde realiza las funciones del alcalde de modo suplente mientras no pueda ejercer sus funciones el alcalde titular.
El alcalde cuenta con su propio gabinete de administración municipal mediante múltiples direcciones de nivel de asesoría, de apoyo y operativo. Los encargados de aquellas direcciones municipales son designados por el propio alcalde. Actualmente, el Alcalde de Lomas de Sargentillo es Isidro Morán, elegido para el periodo 2023 - 2027 y la Vicealcadesa es Judy Morán para el periodo 2025-2027.

### Concejo cantonal
El poder legislativo de la ciudad es ejercido por el Concejo Cantonal de Lomas de Sargentillo el cual es un pequeño parlamento unicameral que se constituye al igual que en los demás cantones mediante la disposición del artículo 253 de la Constitución Política Nacional. De acuerdo a lo establecido en la ley, la cantidad e miembros del concejo representa proporcionalmente a la población del cantón.
Lomas de Sargentillo posee cinco concejales, los cuales son elegidos mediante sufragio (Sistema D'Hondt) y duran en sus funciones cuatro años pudiendo ser reelegidos indefinidamente. El alcalde y el vicealcalde presiden el concejo en sus sesiones. Al recién instalarse el concejo cantonal por primera vez los miembros eligen de entre ellos un designado para el cargo de vicealcalde de la ciudad.

## Transporte
El transporte público es el principal medio transporte de los habitantes de la ciudad, tiene un servicio de bus público interparroquial e intercantonal para el transporte a localidades cercanas. Buena parte de las calles de la ciudad están asfaltadas o adoquinadas, aunque algunas están desgastadas y el resto de calles son lastradas, principalmente en los barrios nuevos que se expanden en la periferia de la urbe.

#### Avenidas importantes
- El Telégrafo
- Bolívar
- Amazonas

## Cultura

### Educación
La ciudad cuenta con una regular infraestructura para la educación. La educación pública en la ciudad, al igual que en el resto del país, es gratuita hasta la universidad (tercer nivel) de acuerdo a lo estipulado en el artículo 348 y ratificado en los artículos 356 y 357 de la Constitución Nacional. Varios de los centros educativos de la ciudad cuentan con un gran prestigio. La ciudad está dentro del régimen Costa por lo que sus clases inician los primeros días de mayo y luego de 200 días de clases se terminan en el mes de marzo. La infraestructura educacional presentan anualmente problemas debido a sus inicios de clases justo después del invierno, ya que las lluvias por lo general destruyen varias partes de los plantes educativos en parte debido a la mala calidad de materiales de construcción, especialmente a nivel marginal.

### Fiestas
Entre sus actividades programadas destacan: Fiesta Patronal “Santísima Virgen del Carmen”, esta tradición se celebra cada año el 15 y 16 de julio. Entre las actividades que se realizan están: misa en honor a la Virgen, procesión con orquesta, baile público en la noche, al finalizar la procesión. También se celebra la cantonización el 22 de julio.

## Medios de comunicación
La ciudad posee una red de comunicación en continuo desarrollo y modernización. En la ciudad se dispone de varios medios de comunicación como prensa escrita, radio, televisión, telefonía, Internet y mensajería postal. En algunas comunidades rurales existen telefonía e Internet satelitales.
- Telefonía: Si bien la telefonía fija se mantiene aún con un crecimiento periódico, esta ha sido desplazada muy notablemente por la telefonía celular, tanto por la enorme cobertura que ofrece y la fácil accesibilidad. Existen 3 operadoras de telefonía fija, CNT (pública), TVCABLE y Claro (privadas) y cuatro operadoras de telefonía celular, Movistar, Claro y Tuenti (privadas) y CNT (pública).

- Radio: En la localidad existe una gran cantidad de sistemas radiales de transmisión nacional y local, e incluso de provincias y cantones vecinos.

- Medios televisivos: La mayoría de canales son nacionales, aunque se ha incluido canales locales recientemente.

## Deporte
La Liga Deportiva Cantonal de Lomas de Sargentillo es el organismo rector del deporte en todo el Cantón Lomas de Sargentillo y por ende en la urbe se ejerce su autoridad de control. El deporte más popular en la ciudad, al igual que en todo el país, es el fútbol, siendo el deporte con mayor convocatoria. Actualmente, no existe ningún club lomense activo en el fútbol profesional ecuatoriano. Al ser una localidad pequeña en la época de las fundaciones de los grandes equipos del país, Lomas de Sargentillo carece de un equipo simbólico de la ciudad, por lo que sus habitantes son aficionados en su mayoría de los clubes guayaquileños: Barcelona Sporting Club y Club Sport Emelec.